# 杭州世纪中心
杭州世纪中心，又称“绿地中心·杭州之门”、“HCC绿地宋都·杭州世纪中心”，是一座位于杭州奥体博览城的双子高楼，东至杭州国际博览中心，南至奔竞大道，西至综合训练馆，北至七甲河。项目于2017年10月13日起进行桩基施工，原计划于2022年亚运会前完成竣工交付。最终于2023年竣工。
高310米的它是“长三角最高双塔建筑”及“杭州第一高楼”，与区域内两个地铁上盖物业的5幢高楼形成“北斗七星”态势，并与江北对岸钱江新城的“日月同辉”建筑群遥相呼应，共同构成钱塘江时代的杭城新地标。

## 历史
该地块由绿地集团以5.45亿元拿下。由SOM建築設計事務所与华建集团华东院负责设计，投资近百亿元，双塔标志性的展翅状造型源自杭州城市拼音第一个字母H，寓意城市腾飞、和谐美好。用地面积为77572㎡，总建筑面积为530892㎡。双子塔屋顶标高282米，冠顶标高310米。集企业总部、综合商务、超五星级宾馆、精品商场等功能为一体。